# Nannhausen
Nannhausen est une municipalité du Verbandsgemeinde Simmern, dans l'arrondissement de Rhin-Hunsrück, en Rhénanie-Palatinat, dans l'ouest de l'Allemagne.

## Liens externes

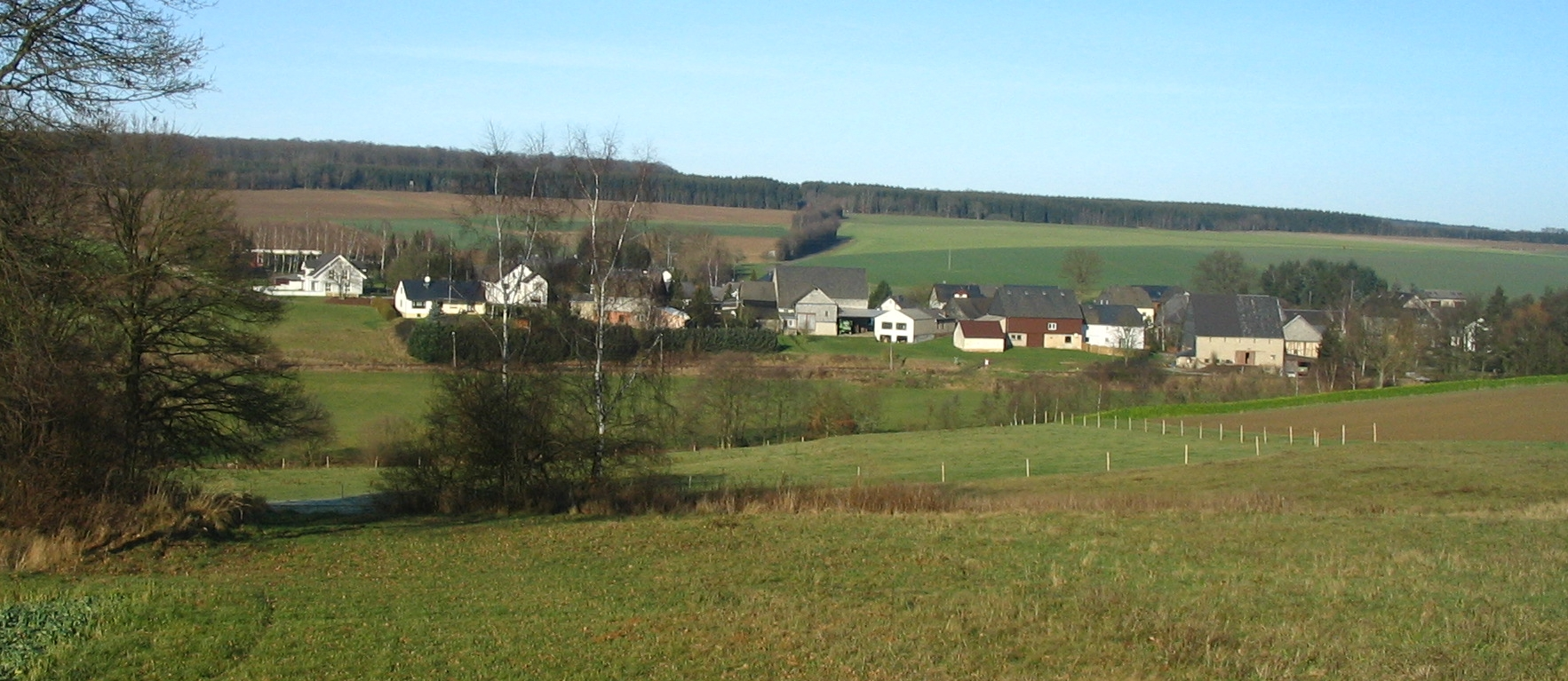
Vue sur Nickweiler, Nannhausen

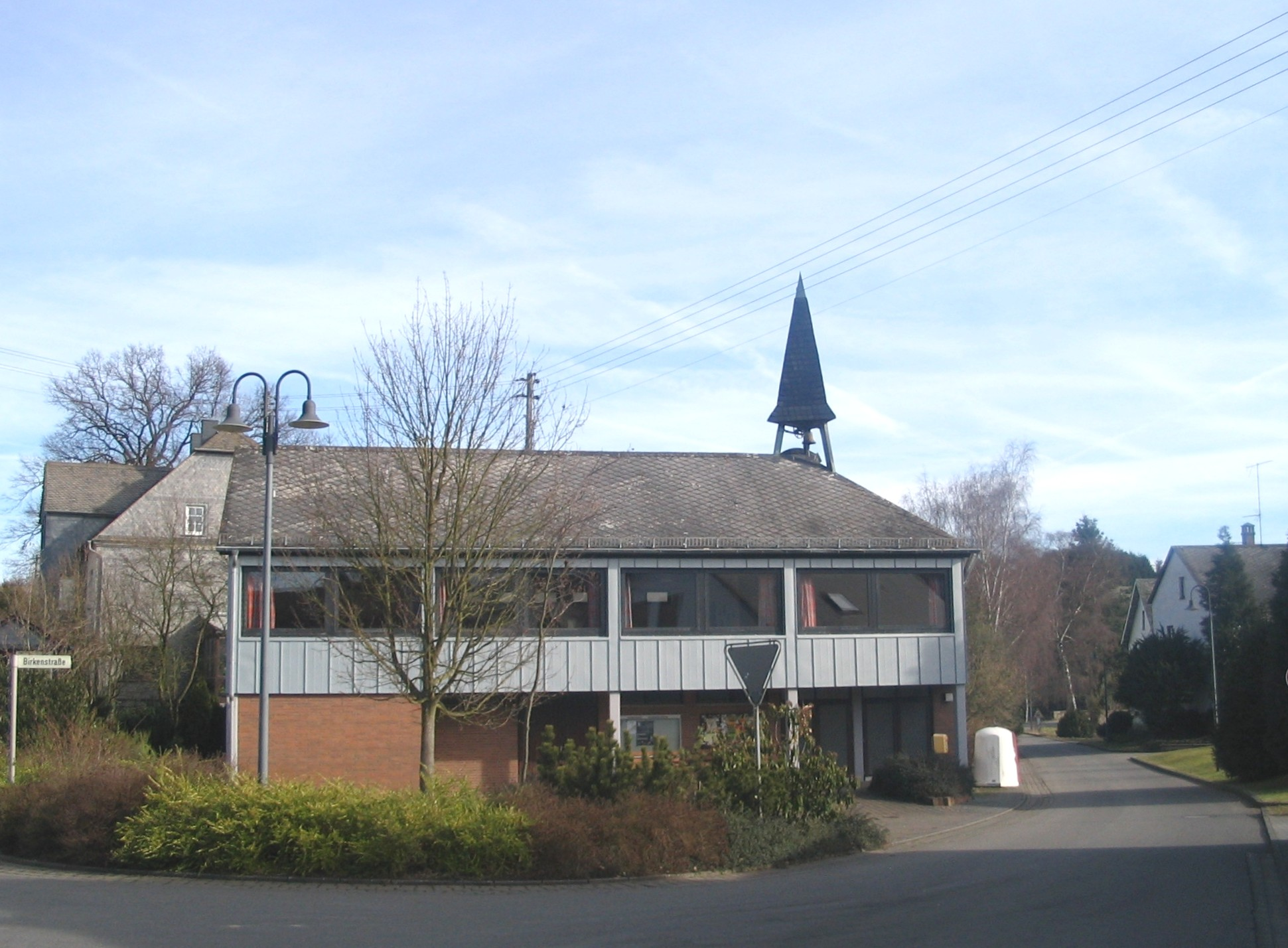
Centre communautaire de Nickweiler, Nannhausen